# Gare de Ras El Ma
La gare de Ras El Ma est une gare ferroviaire algérienne située sur le territoire de la commune de Ras El Ma, dans la wilaya de Sidi Bel Abbès.

## Situation ferroviaire
Établie à une altitude de 1 093,600 m, la gare est située au point kilométrique (PK) 142,973 de la ligne de Oued Tlelat à Béchar, où elle est précédée de la gare fermée de Tatenyaya et suivie de celle de Redjem Demouche.
| \| Ras El Ma El Haçaiba Sidi Bel Abbès Tabia Moulay Slissen Redjem Demouche \| Localisation de la gare de Ras El Ma dans la wilaya de Sidi Bel Abbès. |
| Ras El Ma El Haçaiba Sidi Bel Abbès Tabia Moulay Slissen Redjem Demouche                                                                              |

## Histoire
Lors de la colonisation, la gare portait le nom de gare de Bedeau.
La gare est mise en service en 1885 lors de l'ouverture de la section de Tatenyaya à Crampel (Redjem Demouche) de la ligne de Tabia à Crampel,.

## Service des voyageurs

### Desserte
La gare est desservie par les trains grandes lignes de la liaison Oran - Béchar.